# On the Mat
On the Mat foi um programa de televisão exibido pelo canal TV2, da Nova Zelândia. Ele era produzido em parceria da promoção de wrestling profissional All-Star Pro Wrestling (APW), afiliada da National Wrestling Alliance (NWA). Tornou-se um dos principais programas semanais desportivos da história da televisão no país, e ajudou consideravelmente o desenvolvimento do wrestling profissional na Nova Zelândia. Teve nove temporadas exibidas, entre 1975 e 1984.